# 英勝寺
英勝寺（えいしょうじ）は、神奈川県鎌倉市扇ガ谷にある浄土宗の寺院であり、現在、鎌倉唯一の尼寺である。山号は東光山。寺域は、開基英勝院尼の祖先であり、扇谷上杉家の家宰であった太田道灌邸跡地とされる。
東国花の寺百ヶ寺鎌倉6番札所。

## 歴史
徳川家康の側室で、太田道灌4代の太田康資の娘とされるお勝の方は、家康との間に生まれた市姫が幼くして亡くなった後、家康の命により、後に初代水戸藩主となった徳川頼房の養母を務めた。家康の死後は落飾して英勝院と称したが、その後、3代将軍家光より父祖の地である扇ガ谷の地を賜り、英勝寺を創建した。
創建にあたっては、徳川頼房の娘・小良姫を7歳の時に玉峯清因と名付け得度させ、これを門主に迎え開山とした。英勝院尼は寛永19年（1642年）没し、英勝寺裏山に葬られた。寛永14年（または15年）に寺領朱印地として池子村（現逗子市池子）420石を与えられたほか、裏山にあたる源氏山（旗立山）も与えられている。
創建の経緯から、その後も代々の住持は水戸家の姫が務め、このため英勝寺は「水戸御殿」や「水戸の尼寺」とも呼ばれた。高貴な姫である住持は人前に出ることはなく、折々の法要は芝増上寺や、鎌倉材木座光明寺の僧が勤めていたという。
しかし明治維新を機に水戸家からの住持は絶え、寺勢は衰えた。その後、明治28年（1895年）に松平家より住持を迎え、さらに大正8年（1919年）以降は東京青山善光寺より住職を招請し、今日に至る。
大正12年（1923年）の関東大震災では山門、庫裏、蔵が倒壊するなど大きな被害を受け、山門はそのまま鎌倉市内山王ヶ谷（小町3丁目）の資産家に売却されたが、有志による復興事業により旧地の礎石上に復興され、2011年5月16日に落慶式が行われた。

## 水戸徳川家からの歴代住持
- 開山 - 清因尼
名は小良姫。寛永5年11月9日、江戸山ノ手邸の生まれ。父は徳川頼房。母は藤原氏、興正寺准尊の娘。
寛永11年英勝院の養女となり、翌年得度。同13年11月3日、英勝寺の開山住持に任ぜられた。このとき8歳。実際に入寺したのは寛永19年。慶安元年、英勝院の七回忌に合わせ、常紫衣を許される。元禄8年、68歳の時、住持を清山尼に譲る。享保2年6月8日示寂。90歳。法号は玉峯院満蓮社雄誉即向清因大和尚。
- 第2代 - 清山尼
名は鍋姫。寛文11年8月1日、水戸の生まれ。水戸藩2代藩主徳川光圀の養女。実父は家臣酒井忠治。母は徳川頼房の娘・市姫であるので、姪にあたる。
延宝6年9月江戸に上り、10月光圀の養女となり薙髪。松誉清山と称し、清因尼の法嗣となった。このとき8歳。元禄8年12月23日、清因尼の後をうけて住持となる。享保7年6月27日示寂。52歳。法号は馨香院貞蓮社松誉月牕清山大和尚。
- 第3代 - 清玉尼
名は金姫。正徳2年8月23日、高松の生まれ。父は高松藩3代藩主松平頼豊。母は山本氏。水戸藩4代藩主徳川宗堯は兄である。
享保3年4月江戸に至り、5月清山尼の法嗣となった。このとき7歳。清山尼の死により、享保7年8月22日、11歳の時、薙髪して住持となった。宝暦13年6月8日示寂。52歳。法号は天華院照蓮社常誉完阿心清玉大和尚。
- 第4代 - 清薫尼
名は美奈姫。宝暦8年10月28日、江戸目白台の宍戸藩邸の生まれ。水戸藩5代藩主徳川宗翰の養女。実父は宍戸藩4代藩主松平頼多。母は亀井氏。
宝暦13年5月徳川宗翰の養女となり、8月薙髪。翌明和元年10月27日、英勝寺に入り住持となった。このとき7歳。明和5年8月2日示寂。11歳。法号は玉聖院香蓮社映誉称阿清馨大和尚。
- 第5代 - 清月尼
名は金姫。明和元年9月8日、江戸小石川邸の生まれ。父は水戸藩5代藩主徳川宗翰。母は深瀬氏。
明和7年11月英勝寺に入り、12月1日薙髪、7日住持になった。ときに7歳。母の深瀬氏は金姫に従って英勝寺に入り、のちに剃髪した。文化14年2月8日示寂。54歳。法号は戒光院明蓮社鮮誉浄阿勝海涼心清月大和尚。
- 第6代 - 清吟尼
名は勝姫。文化4年7月17日、江戸大塚の守山藩邸の生まれ。水戸藩7代藩主徳川治紀の養女。実父は松平守山藩4代藩主松平頼慎。母は水戸藩6代藩主徳川治保の娘・雅姫。
文化9年4月伯父の徳川治紀養女となり、10月英勝寺に入り、11月薙髪。ときに6歳。文化14年4月17日、住持となった。嘉永6年7月15日示寂。47歳。法号は英暉院梵蓮社行誉無礙浄光阿任勝清吟大和尚。

この後、約10年間住持がなかった。
- 第7代 - 清端尼
名は正姫。安政5年11月15日、江戸小石川邸の生まれ。父は水戸藩9代藩主徳川斉昭。母は高橋悦子。
元治元年11月6日、幕命により住持となり、29日英勝寺に入った。得誉清端尼と称す。明治2年8月、寺を出て還俗し、異母兄池田慶徳の養女となり、池田家の支族である池田徳澄に嫁いだ。明治6年11月25日東京で没した。16歳。還俗して結婚したため、歴代住持に入れないこともある。

## 境内
仏殿、山門、鐘楼は寛永20年（1643年）の建立。祠堂、祠堂門も同じ頃の建立と推定され、5棟が国の重要文化財に一括指定されている。各建物は本格的な禅宗様になり、仏殿、山門、鐘楼は屋根を反りのない直線で構成する点に共通点がみられる。
- 仏殿 - 方三間、裳階付の禅宗様仏堂。屋根は寄棟造、瓦棒銅板葺き。棟札には寛永13年（1636年）に英勝院が建立とあるが、殿内梁牌には「寛永二十年八月　正三位権中納言源朝臣頼房敬立」の銘があり、当初英勝院が建立し、これを徳川頼房が現在の形に改築したものと考えられる。扁額は後陽成天皇の弟である曼殊院良恕法親王の揮毫。粽（ちまき）付きの円柱、貫（ぬき）の多用、詰組の組物、桟唐戸、花頭窓、石敷きの床など本格的な禅宗様になる。ただし、屋根の隅棟や軒先の線に反りがなく、屋根の形を直線のみで構成するのは独特の意匠である。軒下の蟇股は十二支の彫刻で飾る。堂内は身舎小壁に瑞鳥、天井に迦陵頻伽の彩絵を施すほか、水戸徳川家の三つ葉葵、太田家の桔梗などの装飾が施されている。
- 本尊 - 仏殿内部の本尊、阿弥陀三尊像は徳川家光の寄進。
- 祠堂 - 宝形造、銅瓦葺き。方三間。英勝院の位牌を祀る建物で、徳川頼房の子、徳川光圀によって建立されたと言われる。内外は日光東照宮を思わせる鮮やかな彩色装飾が施されている。現在、祠堂は保護のため外側をさや堂によって覆われている。
- 祠堂門（唐門） - 平唐門、銅瓦葺き。祠堂に至る石段下の小門で、祠堂と共に建てられたと考えられる。欄間には精巧な牡丹等の透彫りが施されている。
- 鐘楼 - 入母屋造、瓦棒銅板葺き。近世の鎌倉では唯一とされる袴腰形式の鐘楼で、梵鐘は寛永20年の林羅山撰文の銘を持つ。
- 山門 - 三間一戸二重門。屋根は入母屋造、瓦棒銅板葺き。上層には釈迦如来と十六羅漢像を安置する。英勝院尼一周忌の直前に、水戸光圀の兄である高松藩主松平頼重により造営され、「奉敬立相州英勝寺山門　従四位下侍従源頼重朝臣」の棟札を持つ。関東大震災後売却され鎌倉市小町の私有地に移築されたが、2011年、旧部材を用いて復興された。
- 阿仏尼卵塔－十六夜日記の作者、阿仏尼の墓と伝えられる。もともと英勝寺境内だが、現在は英勝寺の塀を北鎌倉方面に越えた崖下のやぐら内にある。なお、阿仏尼の息子である冷泉為相の墓も、近隣の浄光明寺境内にある。
- 智岸寺稲荷－阿仏尼卵塔の隣に祀られている稲荷社。
- 太田道灌の墓 - 北鎌倉から源氏山に抜けるハイキングコースの途中にある。文政9年（1826年）に、英勝寺住職が太田道灌の墓を再建したもの。

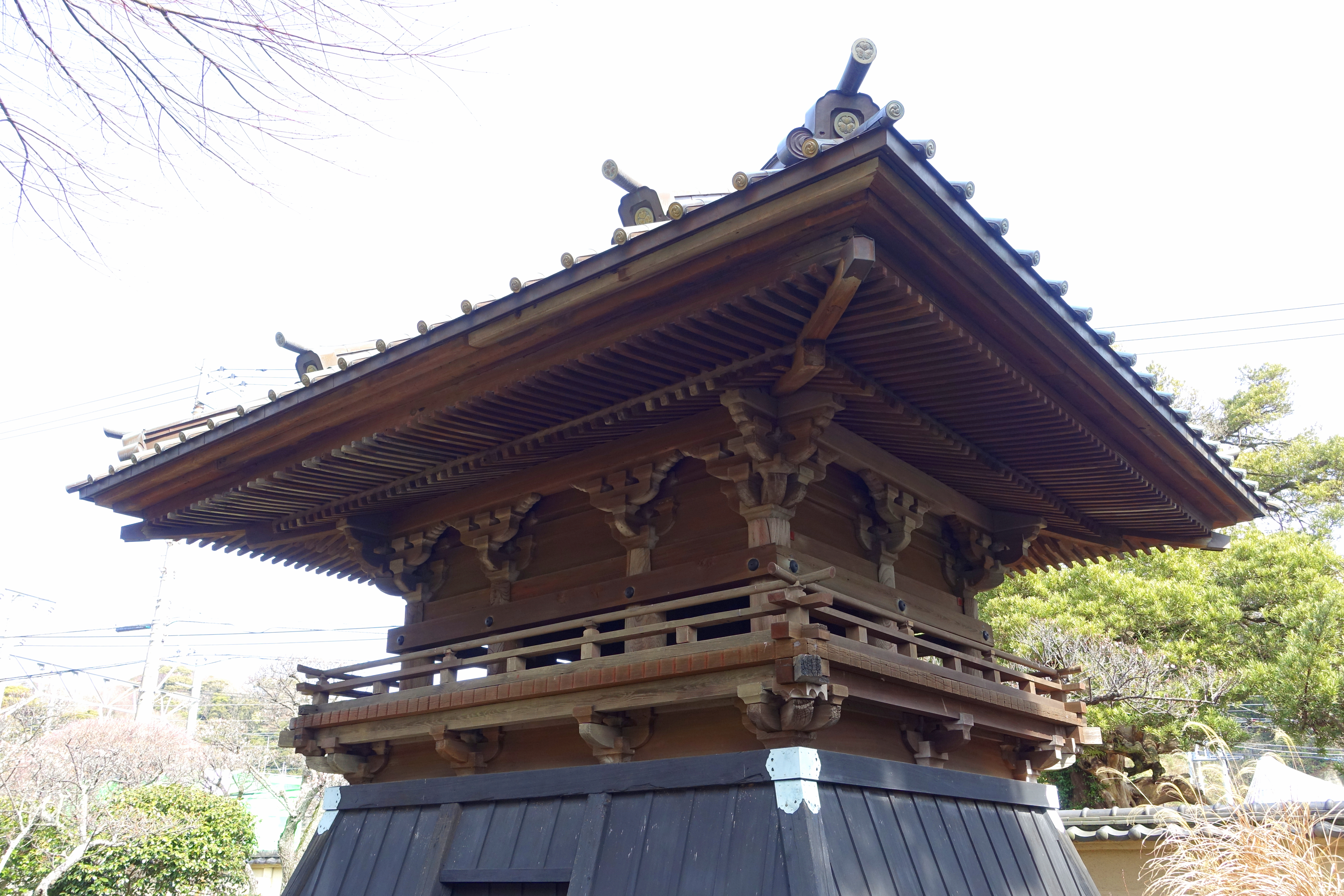
鐘楼
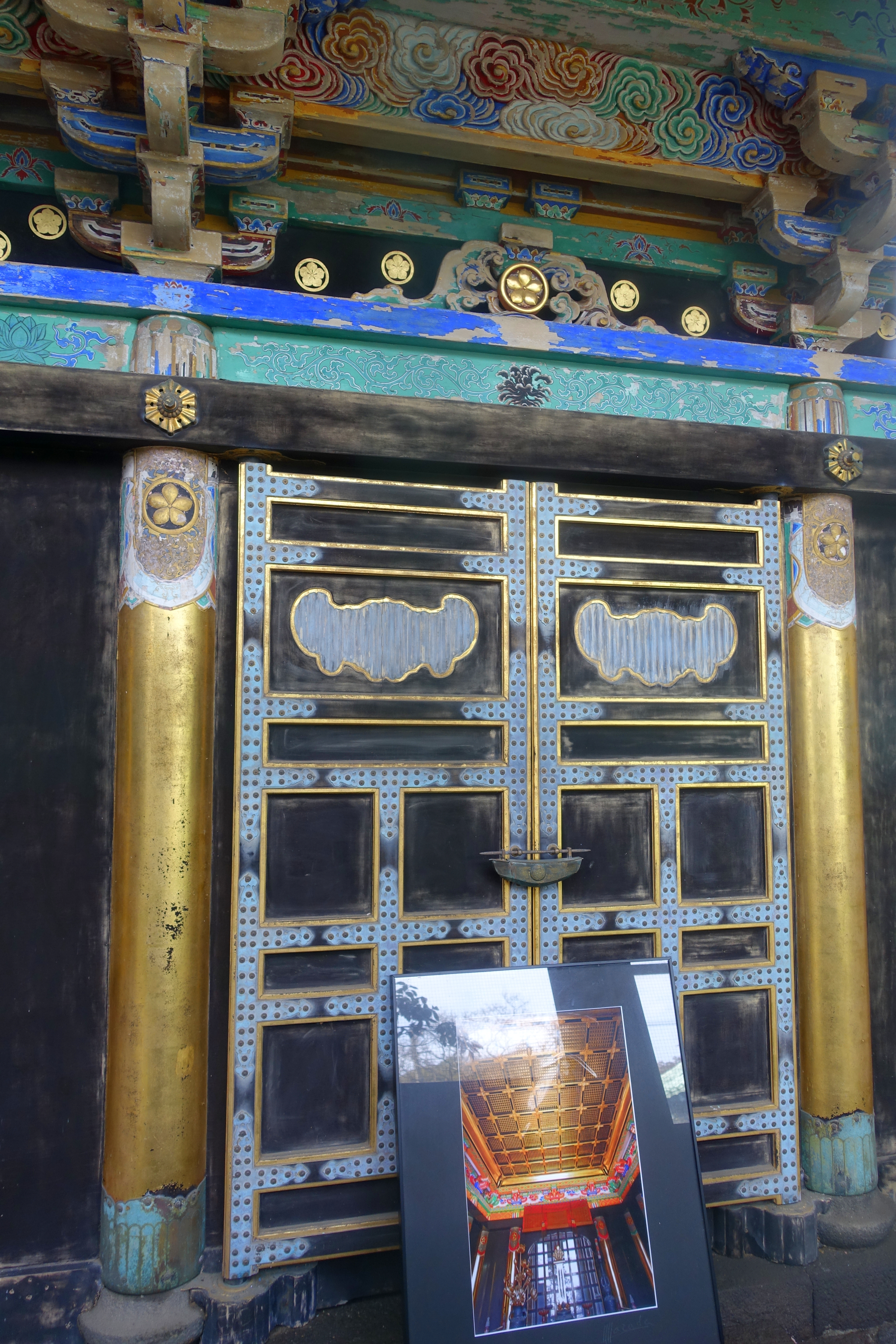
祠堂
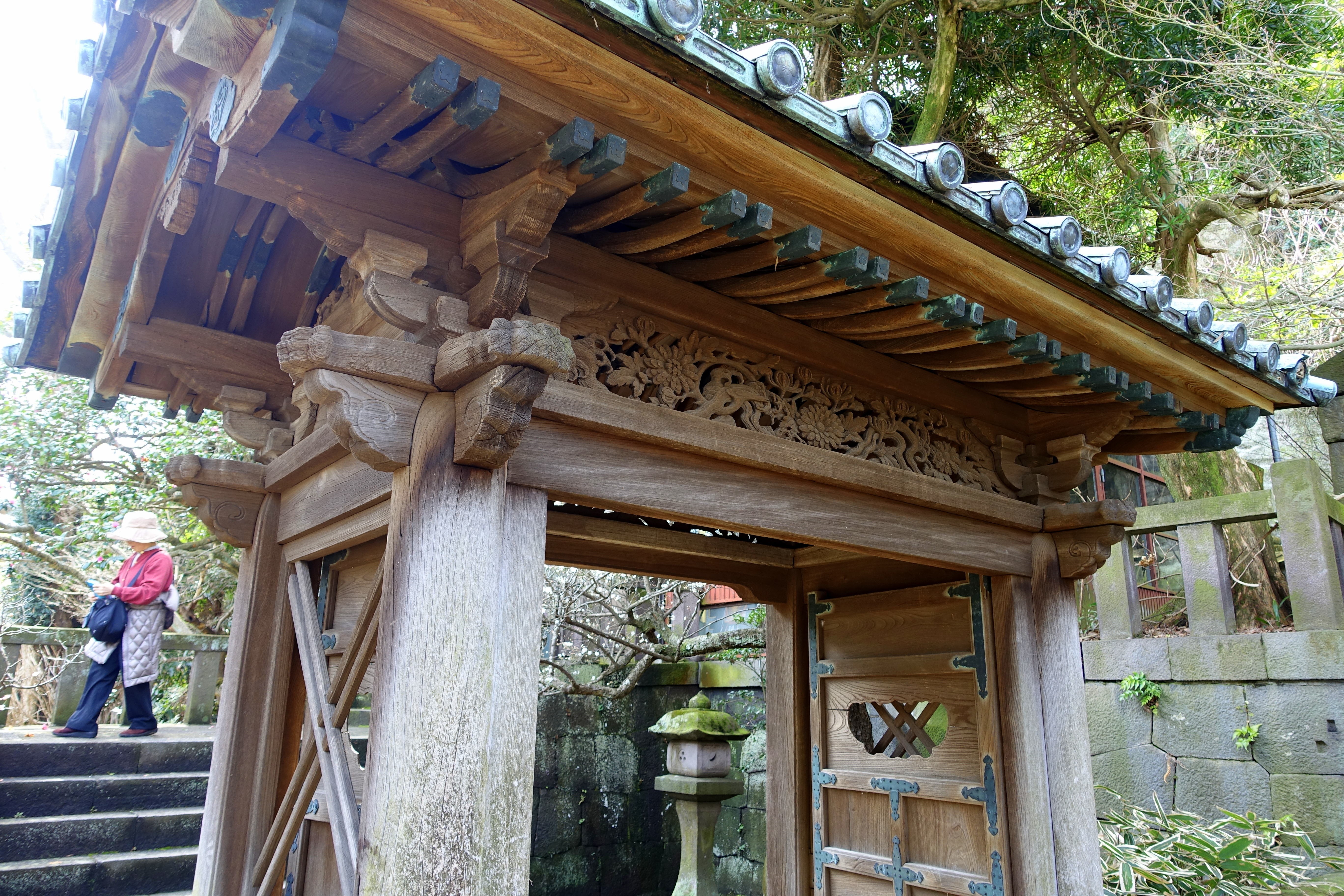
祠堂門
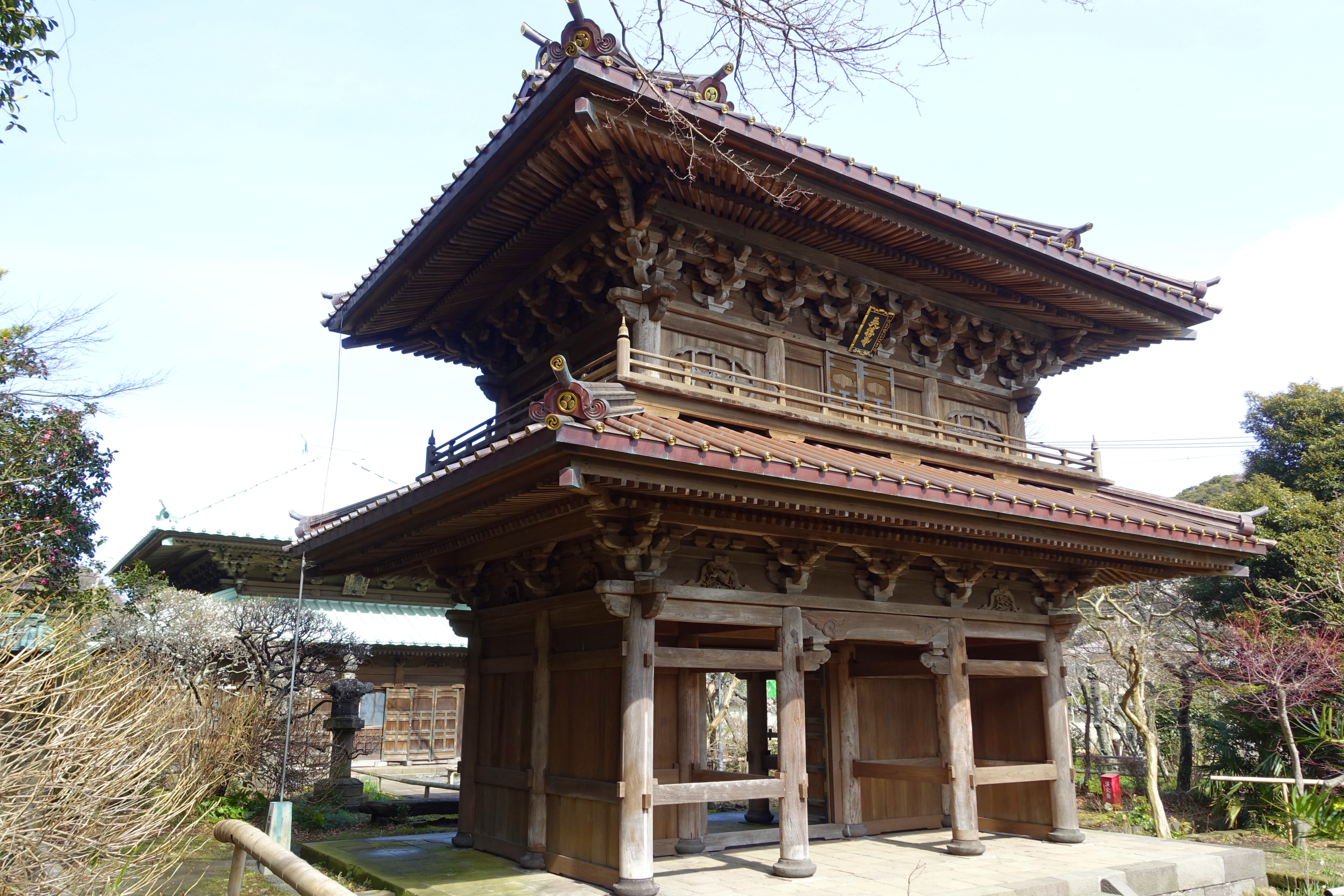
山門
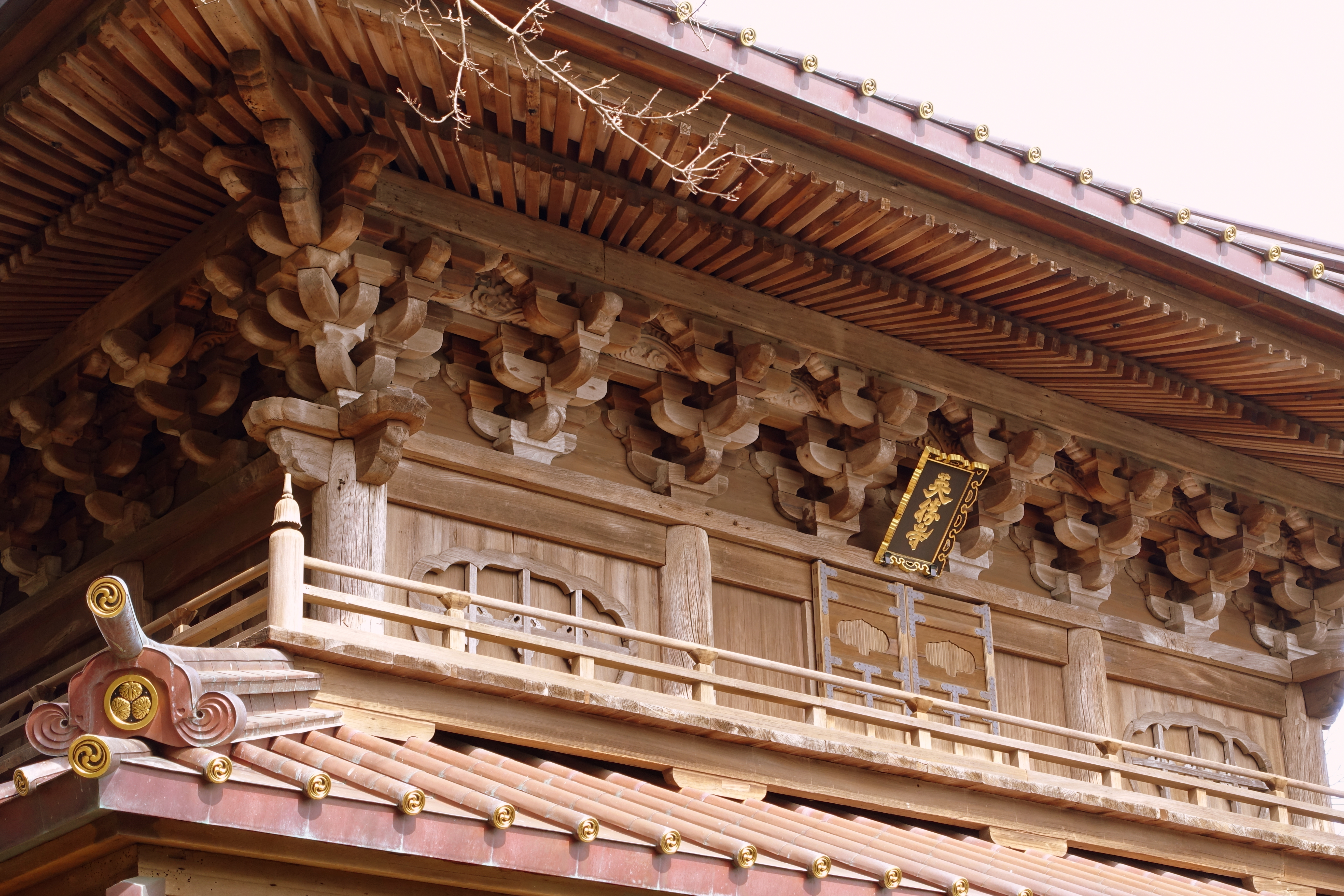
山門細部

## 文化財

### 重要文化財
建造物
- 英勝寺 （5棟一括指定） - 指定年月日：2013年（平成25年）8月7日[7][8][9][10][11]。
  - 仏殿（附：棟札4枚、扁額1面、梁牌2枚）
  - 山門（附：棟札2枚、扁額2面）
  - 鐘楼
  - 祠堂（附：英勝院墓）
  - 祠堂門

彫刻
- 木造阿弥陀如来及両脇侍像龕 - 指定年月日：2007年（平成19年）6月8日[12]。（鎌倉国宝館に寄託）

龕となる四角い白檀材の内部を削りながら阿弥陀三尊像を彫り残す手法で檀龕仏（だんがんぶつ）とよばれる。中尊の阿弥陀如来は宝冠阿弥陀であるが、条帛を掛ける服制が珍しく、肩が張り胸の厚い堂々とした躰型を示し、伏せ目で唇の厚い目鼻立ち、左右に張った耳たぶ、下膨れの顔の輪郭は平安中期の特色である。

### 鎌倉市指定文化財
絵画
- 絹本裏箔金地墨画 竜虎図六曲屏風 1双 - 指定年月日：1973年（昭和48年）10月12日[13]。
- 絹本著色 南都八景図 1帖 - 指定年月日：2013年（平25年）3月12日[14]。
- 紙本著色 善光寺縁起絵巻 5巻 - 指定年月日：2020年（令和2年）2月18日[14]。

彫刻
- 木造 阿弥陀如来立像 1躯 - 指定年月日：2005年（平成17年）11月10日[15]。
- 木造 聖徳太子立像 1躯 - 指定年月日： 2008年（平成20年）11月27日[15]。

天然記念物
- ワビスケ 1株 - 指定年月日：1963年（昭和38年）7月17日[16]。
- トウカエデ 1株 - 指定年月日：1963年（昭和38年）7月17日[16]。

## 交通
- 鎌倉駅東口②のりばより江ノ電バス　N2大船駅東口交通広場行き・A21大船駅東口交通広場経由上大岡駅行き　に乗車し、鎌倉八幡宮前下車徒歩6分